# Helmut Böger
Helmut Böger (* 18. September 1949 in Wuppertal) ist ein deutscher Journalist und Schriftsteller.

## Leben
Helmut Böger absolvierte nach dem Abitur ein Volontariat bei der Neuen Ruhr-Zeitung und war anschließend Lokalredakteur in  der  Wuppertaler Redaktion sowie Redakteur im Ressort Politik der Essener Zentrale der NRZ. Von 1977 bis 1981 wirkte er als Pressesprecher im Bundesministerium für Jugend, Familie und Gesundheit. Danach war er Korrespondent der Illustrierten Bunte in Bonn. 1989 ging er als Chefreporter zur Bild am Sonntag; für diese Zeitung schreibt er nach wie vor Beiträge zu politischen, zeitgeschichtlichen und kulturellen Themen. Böger lebt in Hamburg.
Helmut Böger ist neben seiner journalistischen Tätigkeit Verfasser eines literarischen Werks, das aus zwei Romanen, Erzählungen, Satiren und Biografien besteht.

## Werke
- Berühmte & berüchtigte Wuppertaler, Wuppertal 1975.
- Kaufen Sie sich einen Minister und andere Satiren aus dem öffentlichen Dienst, Düsseldorf 1982.
- Kanzlerfest, Essen 1988.
- Berühmte & berüchtigte Bonner, zusammen mit Gerhard Krüger, Wuppertal 1991.
- Tafelspitzen – Tischgespräche mit Prominenten, Berlin 1993.
- Das Attentat auf den Führer hat der Papi gemacht, Essen 2005.
- 60 Jahre SchwarzRotGold – Alltagsgeschichte der Deutschen zusammen mit Stefan Hauck, Berlin 2010.
- Schlichter Dichter – Das Projekt Pegasus, Berlin 2016
- Mord im Adlon – Die wahre Geschichte eines mörderischen Hochstaplers, München 2018

## Herausgeberschaft
- Gedichte aus der Bundeswehr, Wuppertal 1973.